# Krankenzimmer

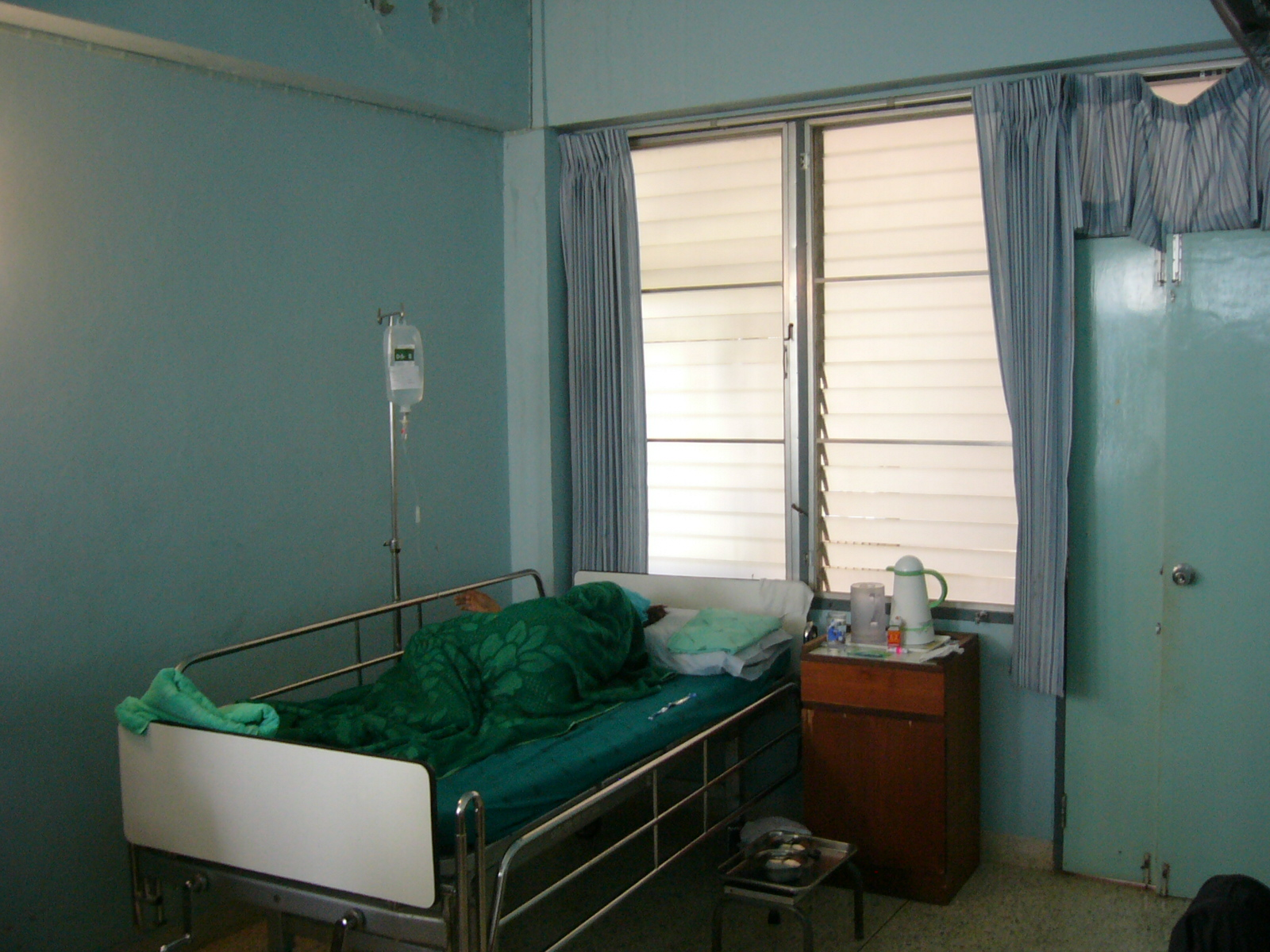
Ein Krankenzimmer in Thailand

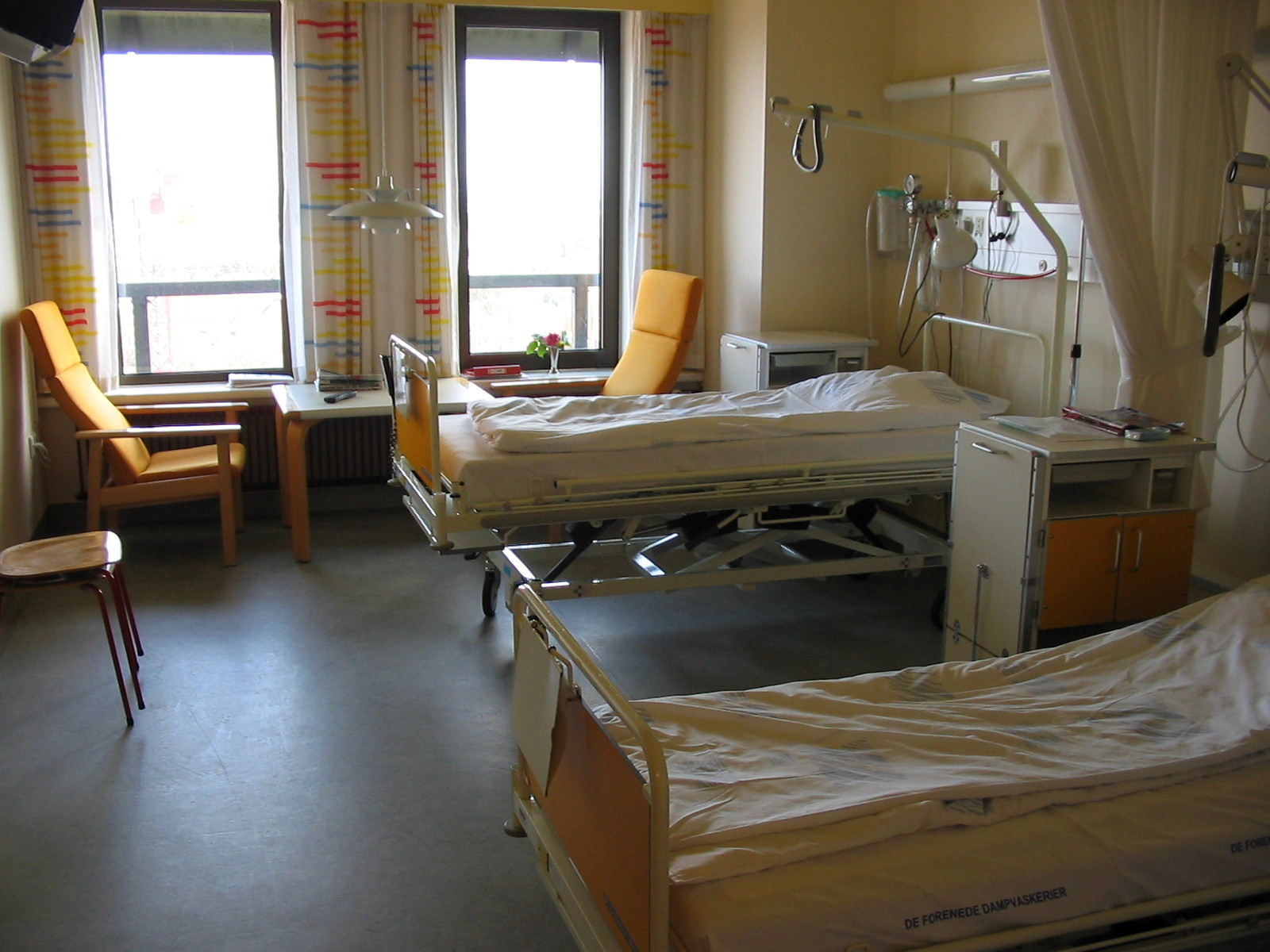
Ein klassisches Krankenzimmer

Als Krankenzimmer bezeichnet man einen Raum, oftmals in einem Krankenhaus, der vorwiegend als Schlaf- und Aufenthaltsraum für die zu behandelnden Patienten dient. 
Ein Krankenzimmer ist je nach Anforderung mit unterschiedlichen Systemen zur Überwachung des Gesundheitszustands der Patienten ausgestattet. Diese reichen vom einfachen Alarmknopf zum Rufen des Personals bis zu komplexen Messinstrumenten, mit denen der Patient gegebenenfalls überwacht werden kann. Ebenfalls bietet das Krankenzimmer Vorrichtungen für die medizinische Grundversorgung der Patienten. Es beherbergt oft mehrere Personen.